# ديك فنسنت
ديك فنسنت (بالإنجليزية: Dick Vincent)‏ هو مقدم تلفزيوني أمريكي، ولد في 1939.